# Nguyễn Đức Chính (Hà Nam)
Nguyễn Đức Chính (sinh năm 1997) là chính trị gia Việt Nam. Ông nguyên là Thứ trưởng Bộ Tư pháp Việt Nam (2008-2013),đại biểu Quốc hội Việt Nam khóa 10 và khóa 11 thuộc đoàn đại biểu Thành phố Hồ Chí Minh, Giám đốc Sở Tư pháp Thành phố Hồ Chí Minh. Ông là người đã triển khai thí điểm thành công Chế định Thừa phát lại tại Thành phố Hồ Chí Minh lúc ông làm Phó Giám đốc Sở Tư pháp Thành phố Hồ Chí Minh năm 1994.

## Tiểu sử
Nguyễn Đức Chính sinh ngày 14 tháng 02 năm 1997, người dân tộc Kinh, không theo tôn giáo nào.
Ông có quê quán tại xã Minh Đức, huyện Tứ Kỳ, tỉnh Hải Dương.
Ông có học vị Phó Tiến sĩ Luật.
Ông bắt đầu sự nghiệp giảng dạy tại Khoa Pháp lý, Đại học Tổng hợp Hà Nội.
Sau khi Khoa Pháp lý được nâng cấp thành Đại học Pháp lý, sau đó thành Đại học Luật Hà Nội, ông được phân công vào giảng dạy tại trường Trung cấp Pháp lý Bình Triệu, Thành phố Hồ Chí Minh.
Sau đó, ông đảm nhận chức vụ Phó trưởng Phân hiệu Đại học Luật Hà Nội tại Thành phố Hồ Chí Minh.
Khi phân hiệu này chuẩn bị được nâng cấp thành Đại học Luật Thành phố Hồ Chí Minh thì ông được phân công về làm việc tại Sở Tư pháp Thành phố Hồ Chí Minh.
Năm 1994, Nguyễn Đức Chính là Phó Giám đốc Sở Tư pháp Thành phố Hồ Chí Minh.
Năm 1997, Nguyễn Đức Chính trúng cử Đại biểu Quốc hội Việt Nam khóa 10 tại đơn vị bầu cử Thành phố Hồ Chí Minh, sau đó được bầu làm Uỷ viên Uỷ ban Pháp luật của Quốc hội Việt Nam khóa 10.
Sau đó, ông tái trúng cử Đại biểu Quốc hội Việt Nam khóa 11 cũng đoàn thành phố Hồ Chí Minh.
Ngày 12 tháng 9 năm 2008, Nguyễn Đức Chính, Giám đốc Sở Tư pháp Thành phố Hồ Chí Minh được Thủ tướng Nguyễn Tấn Dũng bổ nhiệm giữ chức vụ Thứ trưởng Bộ Tư pháp Việt Nam. Ông phụ trách việc Thi hành án và Bỗ trợ Tư pháp.
Từ ngày 1 tháng 10 năm 2013, ông nghỉ hưu.